# James Justice (basket-ball)
Pour les articles homonymes, voir Justice.
James Justice, né le 12 janvier 1989 à Memphis, Tennessee, est un joueur de basket-ball américain.

## Carrière
Durant la 29e édition de la Coupe d'Afrique des clubs champions de basket-ball 2014 il prend la troisième place avec le Club africain. Il est le sixième meilleur passeur du tournoi avec 3,6 passes décisives en moyenne par match.
Le 10 janvier 2015 il remporte la Super Coupe de Tunisie contre l'Étoile sportive du Sahel (78-73).
Durant la saison 2014-2015 il remporte le Championnat de Tunisie masculin de basket-ball contre l'Étoile sportive de Radès (63-61 à l'aller  il marque 7 points et 78-68 au retour il est le meilleur buteur du match avec 28 points) et la Coupe de Tunisie masculine de basket-ball contre l'Union sportive monastirienne en finale de la coupe (79-69 il est à nouveau le meilleur buteur avec 20 points).

## Clubs
- 2008-2010 : Southwest Tennessee Community (université)
- 2010-2012 : Martin Methodist (université)
- 2012-2013 : Union sportive monastirienne (Pro A)
- 2014-2015 : Club africain (Pro A)
- 2016- 2016 : Moncton Miracles (Ligue 1)
- 2016- ?   : Qatar SC (Ligue 1)
- depuis 2022 : Al-Ahli Tripoli (Ligue 1)

## Palmarès
- Champion de Tunisie : 2015
- Coupe de Tunisie : 2015
- Champion de Libye : 2022
- Super Coupe de Tunisie : 2014
- Médaille de bronze à la coupe d’Afrique des clubs champions 2014 ( Tunisie)

### Distinctions personnelles
- Meilleur joueur étranger et nommé dans le cinq majeur du championnat de Libye lors de la sasiosn 2021-2022